# Jacob de Castro Sarmento
Jacob de Castro Sarmento (Bragança, 6 de maio de 1690 — Londres, 14 de setembro de 1762) foi um médico português do século XVIII. Pioneiro na introdução em Portugal das teorias de Isaac Newton e da corrente Iatromecânica. 

## Vida

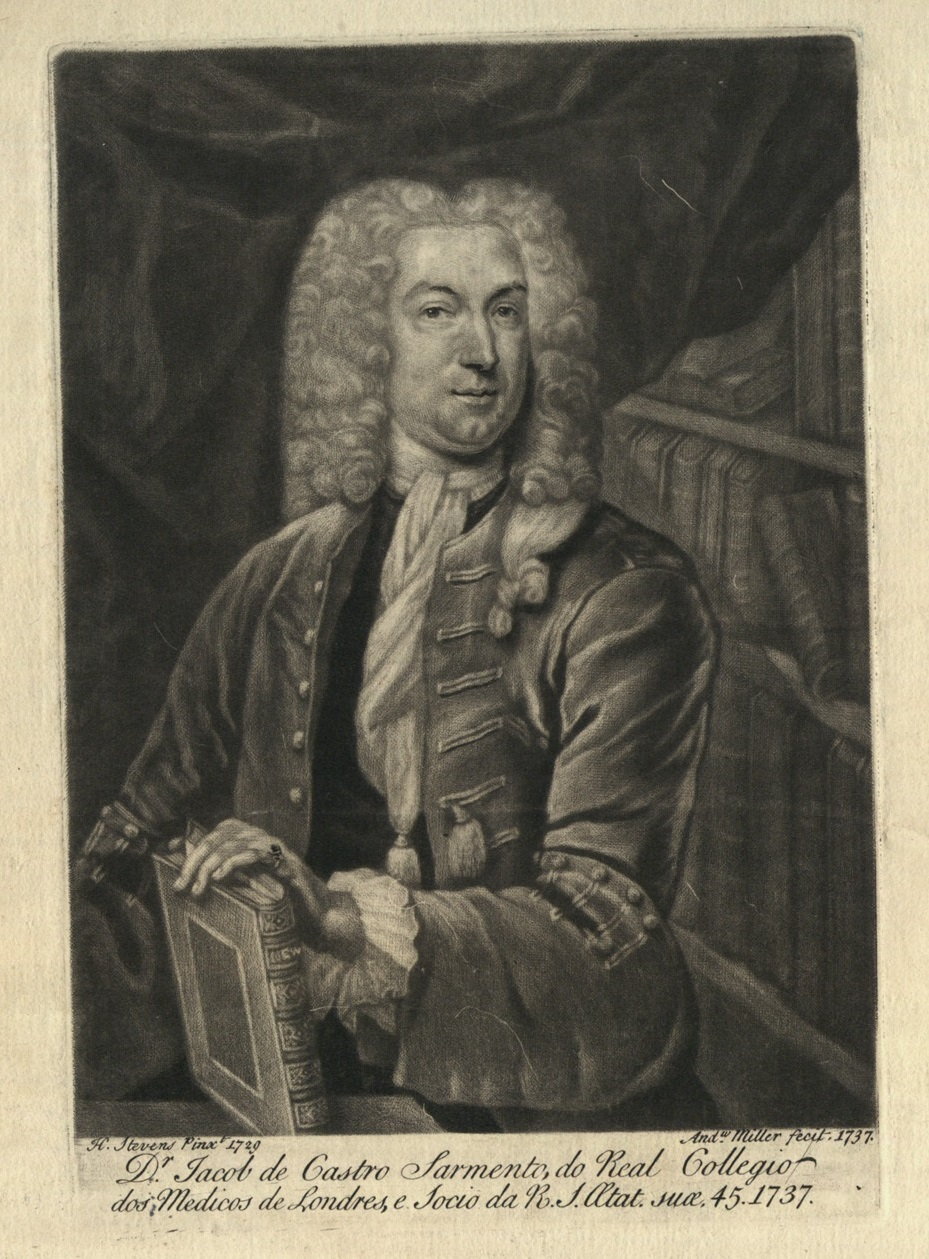
Retrato de Castro Sarmento, in Theorica Verdadeira das Marés (1737).

Jacob de Castro Sarmento nasceu em Bragança, com o nome de Henrique de Castro. Era filho de Francisco de Castro Almeida, estanqueiro, e de Violante de Mesquita, ambos cristãos-novos. Morou em Mértola durante a infância. A juventude não teria sido fácil para Henrique de Castro, pois o pai e um meio-irmão foram apresentados e condenados na Inquisição de Évora, acusados de judaísmo. O pai foi preso em 1708 e saiu em auto-de-fé a 20 de Julho de 1710. Apesar de terem sido confiscados os bens do pai, Henrique conseguiu formar-se em Artes no Colégio dos Jesuítas de Évora e matricular-se em medicina na Universidade de Coimbra em 1711, onde concluiu o curso médico em 1717. 
Henrique de Castro exerceu a Medicina durante algum tempo em Beja e depois em Lisboa, possivelmente durante apenas alguns meses, antes de partir para Londres em 1721. A fuga para Inglaterra foi uma consequência da vaga de prisões de cristãos-novos do Alentejo e Algarve, que se seguiu às denúncias feitas pelo médico Francisco de Sá e Mesquita em Setembro e Outubro de 1720. Entre as várias dezenas de indivíduos presos em consequência dessas denúncias, encontrava-se grande número de médicos de Beja, Aljustrel, Alvito, Moura, Serpa e Vidigueira e muitas outras pessoas do convívio de Henrique de Castro, o que o terá levado a uma partida súbita. Uma vez em Inglaterra, Henrique de Castro e sua mulher aderiram publicamente à religião mosaica, tomaram nomes hebraicos e casaram-se de novo, na sinagoga. Cinco anos depois da sua partida foram perseguidos pela Inquisição os seus sobrinhos, filhos de João de Castro Almeida.
O apoio da Congregação de Bevis Marks foi fundamental para o início da sua carreira em Inglaterra. Começou por exercer a medicina dentro da comunidade judaica até ser aceite, em 1725, no Royal College of Physicians, o que lhe permitiu exercer livremente a Medicina em Inglaterra. Depois de uma primeira rejeição, foi aceite em 1730 como Fellow da Royal Society e nove anos depois foi o primeiro judeu a obter o grau de doutor no Reino Unido, que lhe foi concedido pela Universidade de Aberdeen. Estes passos foram acompanhados de uma intensa actividade profissional e científica. 

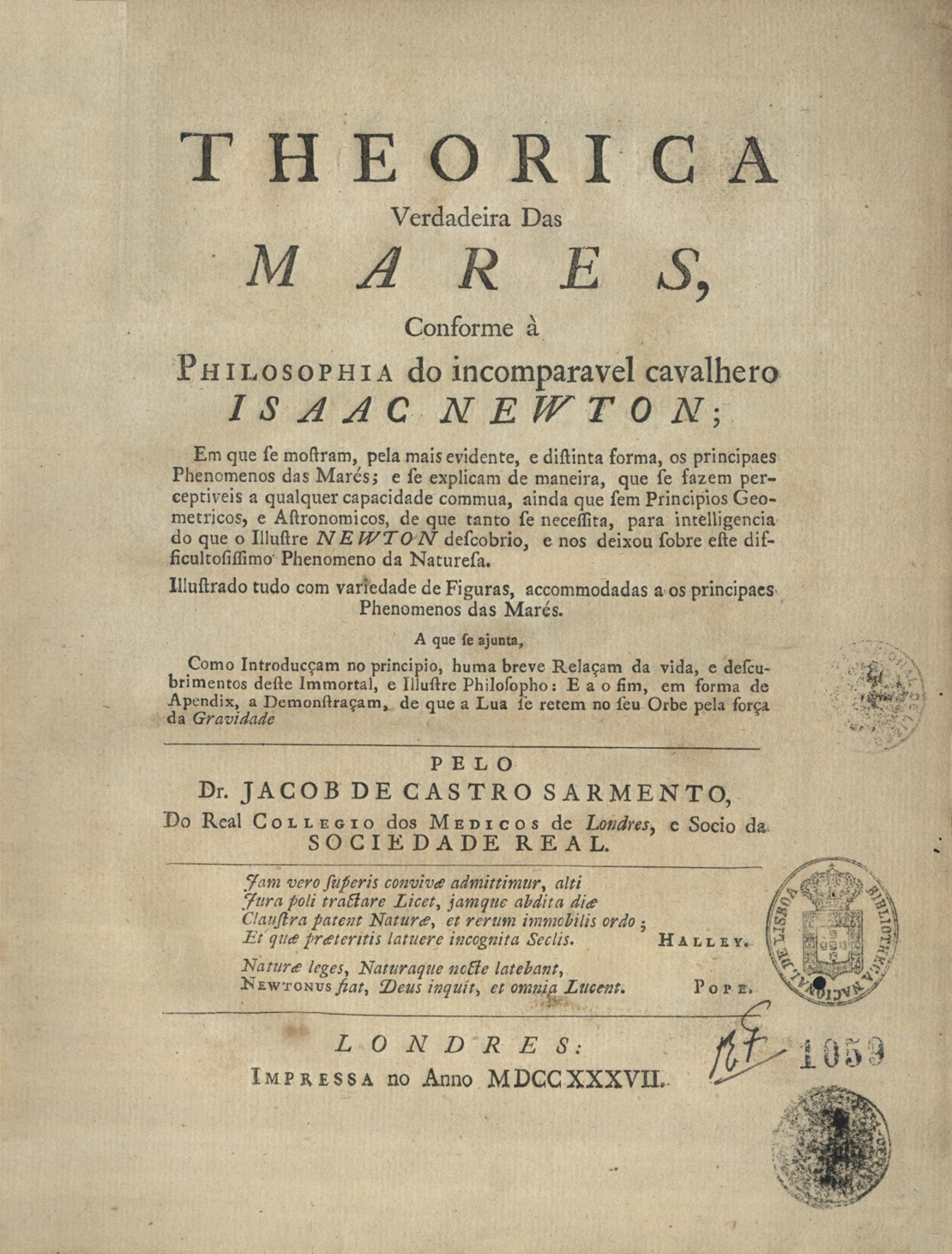
Frontispício da Theorica Verdadeira das Marés (1737).

Durante esta mesma década, Castro Sarmento iniciou uma decidida viragem para a intervenção na realidade portuguesa, que se processou ao nível de contactos com as esferas dirigentes portuguesas e com colegas residentes no país, da edição de numerosas obras médicas escritas em português e também da actividade comercial, exportando a “Água de Inglaterra” e outros remédios secretos da sua autoria.
Em 1730 iniciou correspondência com o Marquês de Alegrete, da qual nasceu a proposta que, através deste, foi feita à Academia Real de História, de enviar sementes do Chelsea Physic Garden para a criação de um jardim botânico na Universidade de Coimbra, reiterada no ano seguinte ao reitor, D. Francisco Carneiro de Figueiroa. Foi nesse mesmo ano que Sarmento terminou o poema Viriadas, iniciado por Isaac Sequeira de Samuda, então falecido, poema que dedicou a  D. João V. Foi igualmente por esta mesma época que o Conde de Ericeira terá contactado Sarmento sobre a reforma dos estudos médicos, donde saiu uma proposta de traduzir para português as obras filosóficas de Francis Bacon. Nestes contactos, desempenhou certamente um papel importante o então ministro plenipotenciário português em Londres, Marco António de Azevedo Coutinho, a quem Castro Sarmento dedicou em 1735 a Materia medica e a quem deveu a sua nomeação em 1738 como médico da legação portuguesa. Esta posição terá colocado o médico em boas relações com o futuro primeiro-ministro português Sebastião José de Carvalho e Melo, que substituiu Coutinho em 1739. Os contactos de Sarmento nas esferas dirigentes portuguesas ver-se-iam complementados nos meios médicos, com o estabelecimento de assíduos contactos epistolares com João Mendes Sachetti Barbosa e com a sua entrada, juntamente com este último, na Academia Médica Portopolitana, fundada no Porto em 1749. 
Mesmo em Inglaterra, a sua actividade dirigiu-se particularmente para os judeus portugueses. Juntamente com outro membro destacado da comunidade, tomou a iniciativa de criar em 1748 o Bet Holim, o hospital para os doentes necessitados da Congregação de Bevis Marks, onde colaborou como médico até 1750.
Nos últimos anos de vida, Sarmento afastou-se da comunidade judaica. Em 1756 morreu a sua primeira mulher e Sarmento casou-se pouco depois com a amante cristã de nome Elizabeth, de quem tinha um filho há vários anos. Os filhos da última mulher, Henry e Charles, foram ambos baptisados. Sarmento declarou o seu afastamento da Congregação de Bevis Marks em Outubro de 1758, vindo a falecer em 1762.

## Obra

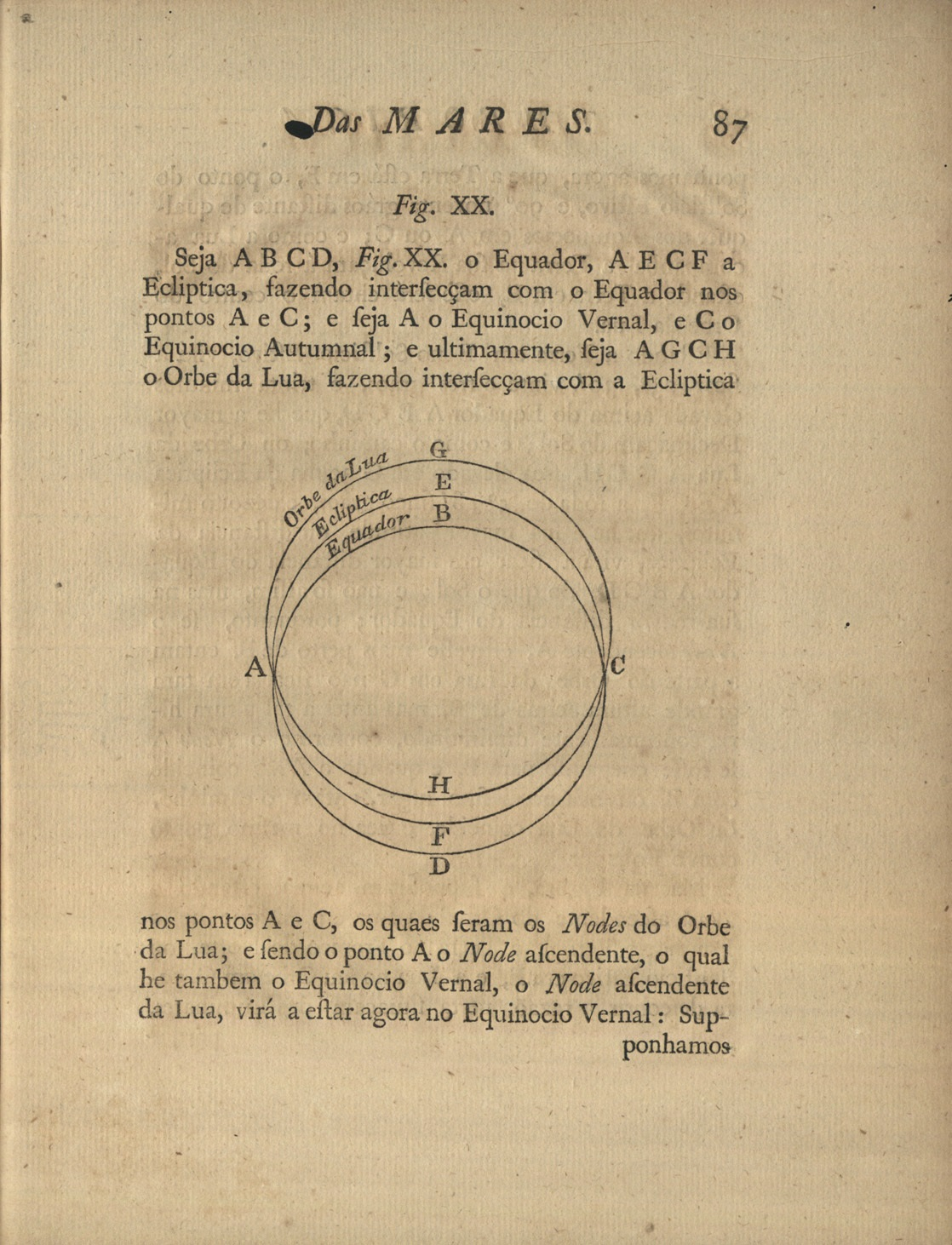
Fig. XX, in Theorica Verdadeira das Marés, p. 87 (1737).

Apesar de emigrado em Inglaterra, Castro Sarmento manteve sempre fortes laços com Portugal, principalmente desde cerca de 1730. Ele foi o mais lúcido autor iatromecânico português. A perspectiva Iatromecânica foi defendida principalmente na Materia Medica Physico-Historico-Mechanica (1735). Partidário de uma forma tardia de iatromecanicismo, influenciado por Hermann Boerhaave, Sarmento veio trazer para a literatura médica portuguesa uma nova abordagem, influenciada pela física newtoniana e por todo o ambiente intelectual que encontrou ao chegar a Inglaterra em 1721. Quando Sarmento chegou à pátria de Bacon, Harvey, Boyle e Newton, este último estava ainda vivo e no auge da sua reputação. A sua influência fazia-se já sentir profundamente em todas as áreas do saber científico e técnico, incluindo a Medicina. Como Sarmento diria anos depois: “o profundo respeito e veneração com que os ingleses pronunciam o nome do cavalheiro Isaac Newton iguala, se não excede, toda aquela estima e culto que jamais se deu aos mais célebres legisladores da Antiguidade”.
Em 1737, escreveu a Theorica Verdadeira Das Marés, Conforme à Philosophia do incomparável cavalhero Isaac Newton, o primeiro livro em português onde se introduzem as teorias de Newton. A influência mais directa para a redacção deste livro parece ter sido um curso de filosofia experimental e mecânica dado em Bath por John Theophilus Desaguliers (1683-1744), apresentado como o “meu bom amigo e sócio [da Royal Society]”. Sarmento decidira escrever este comentário, “para que chegasse a todos uma ideia deste Philosopho Illustre, pois pelo dedo se conhece o gigante”. No prólogo, trata da importância das forças atractivas do sol e da lua em vários casos patológicos, afirmando que o conhecimento dessas forças era indispensável ao médico para o tratamento de doenças afectadas pelas fases da lua. A abordagem de Sarmento, como é natural numa obra de divulgação, tende a ser não matemática mas, atendendo à sua própria preparação básica, o nível de exposição de conceitos geométricos excede o que seria de esperar. 
Logo após a sua chegada a Londres, Castro Sarmento publicou A dissertation on the method of inoculating the Smallpox (1721), onde fazia uma revisão do método de inoculação da varíola, que estava então a ser introduzido em Inglaterra. 
Castro Sarmento também foi o iniciador de uma viragem na literatura portuguesa sobre águas minerais. Na Materia Medica (1735) ele tratou detalhadamente do estudo químico das águas doces e minerais, sendo o primeiro autor português que se encontra a par dos mais recentes autores sobre esta matéria, como Robert Boyle, Martin Lister, Friedrich Hoffmann, Thomas Short e Peter Shaw, com quem trabalhou. Ele descreveu o modo de utilizar vários reagentes e instrumentos para o exame das águas e descreveu vários tipos de águas minerais, referindo as suas propriedades terapêuticas e várias técnicas utilizadas na sua análise. Defendendo a necessidade de exame químico próprio, Sarmento procedeu em Junho de 1743 e Fevereiro de 1744 às primeiras análises químicas qualitativas das águas das Caldas da Rainha, as mais importantes termas portuguesas da época. Os resultados foram descritos no Appendix ao que se acha escrito na Materia Medica, sobre a natureza, contentos, effeytos, e uso pratico, em forma de bebida, e banhos das agoas das Caldas da Rainha (1753).
A obra médica mais importante de Castro Sarmento foi a Materia Medica Physico-Historico-Mechanica. Em 1735 fez imprimir a parte I, tratando apenas dos medicamentos de origem mineral e só vinte e três anos depois editou a parte II, com os medicamentos de origem vegetal e animal, juntamente com a segunda edição da parte I. 
Merece também destaque a Pharmacopoeia contracta in usum nosocomii ad pauperes e gente Lusitanica curando nuper instituti (1749), composta juntamente com Phelipe de la Cour para o Bet Holim. Este formulário, simultaneamente o primeiro elaborado para um hospital de portugueses e para um hospital de Londres, influenciou a farmácia nos Estados Unidos da América, através da chamada Lititz pharmacopoeia, de 1778. As restantes obras de Castro Sarmento estão relacionadas com o seu interesse pelas operações de Cirurgia e pelos remédios secretos.

## Principais publicações
- Dissertatio in novam, tutam, ac utilem methodum inoculations, seu transplantationis variolarum, Thessalïa, Constantinopoli & Venetiis primo inventam, nuncque in hac civitate, auctoritate Regiae Magestatis Britannicae, comprobatam, 28 Julii 1721. Londres, 1731.
- Materia Medica Physico-Historico-Mechanica. Londres, 1735.
- Theorica Verdadeira Das Marés, Conforme à Philosophia do incomparavel cavalhero Isaac Newton. Londres, 1737.
- Appendix ao que se acha escrito na Materia Medica, sobre a natureza, contentos, effeytos, e uso pratico, em forma de bebida, e banhos das agoas das Caldas da Rainha. S.l., 1753.